# Camponotus armstrongi
Camponotus armstrongi es una especie de hormiga del género Camponotus, tribu Camponotini. Fue descrita científicamente por McAreavey en 1949.
Se distribuye por Australia. Se ha encontrado a elevaciones de hasta 140 metros. Vive en la vegetación, zonas rurales y bosques abiertos.